# Sandrine Piau
Sandrine Piau (* 5. červen 1965 Issy-les-Moulineaux) je francouzská sopranistka, která se věnuje především barokní hudbě.

## Život
Původně studovala hru na harfu. Později studovala zpěv na Collège Lamartine a na Conservatoire national supérieur de musique et de danse de Paris. Věnuje se baroknímu a lyrickému opernímu a písňovému repertoáru. Spolupracovala s předními dirigenty tohoto oboru, jako jsou William Christie, Philippe Herreweghe, René Jacobs nebo Nikolaus Harnoncourt.
Dále se věnuje francouzskému a německému písňovému repertoáru. Při koncertech a recitálech ji doprovázejí známí klavírní umělci Jos Van Immerseel, Roger Vignoles nebo klavíristka Susan Manoff.
Nahrává pro společnost Naïve.

## Ocenění díla
V roce 2006 jí byla udělena hodnost rytíře Řádu umění a literatury.

## Vystoupení v Česku
- 28. dubna 2015 Na návštěvě u Krále Slunce (Jean-Philippe Rameau, Jean-Baptiste Lully, François Francœur), Collegium 1704, dirigent: Václav Lux, Rudolfinum, Praha[1]